# (2958) Arpetito
(2958) Arpetito (1981 DG; 1969 VJ; 1972 HM; 1974 WQ; 1976 JA; 1979 YA2; 1983 RQ) ist ein ungefähr neun Kilometer großer Asteroid des äußeren Hauptgürtels, der am 28. Februar 1981 vom belgischen Astronomen Henri Debehogne und vom italienischen Astronomen Giovanni de Sanctis am La-Silla-Observatorium auf dem La Silla in La Higuera in Chile (IAU-Code 809) entdeckt wurde. Er gehört zur Koronis-Familie, einer Gruppe von Asteroiden, die nach (158) Koronis benannt ist.

## Benennung
(2958) Arpetito wurde nach den Astronomen Ernesto Araya, J. Perez, Roberto Tighe und A. Torrecon benannt, die das Grand Prism Objectif am La-Silla-Observatorium vorbereiteten.